# Skuru IK (kvindehåndbold)
Skuru IK Handboll er et svensk kvindehåndboldhold fra Nacka. Klubben spiller sine hjemmekampe i Nacka Bollhall. De spiller i den bedste svenske kvindelige håndboldrække Svensk handbollselit.
De vandt det svenske mesterskab, Svensk handbollselit, i 2021 over H 65 Höör og sikrede dermed deres fjerde mesterskabstitel.

## Resultater
- Svensk handbollselit:
  - Guld: 2001, 2004, 2005, 2021
  - Sølv: 2013, 2014, 2015, 2016, 2019

## Arena
- Arena: Nacka Bollhall
- By: Nacka
- Kapacitet: 460
- Adresse: Griffelvägen 11, 131 40 Nacka

## Spillertruppen
Spillertruppen gældende for 2021-22 sæsonen.
| Målvogtere - 16 Linnéa Björkman - 21 Ellen Dahlström Wingers LW - 03 Sofia Karlsson - 07 Elin Hansson - 15 Jennifer Johansson RW - 10 Clara Bergsten - 23 Malin Berndal Stregspiller - 13 Wilma Schelin - 14 Vilma Matthijs Holmberg | Bagspillere LB - 06 Ellen Voutilainen - 11 Cornelia Dahlström - 25 Alva Persson CB - 17 Elin Åkesson - 19 Daniela de Jong - 22 Kaja Stojilkovic RB - 04 Alexandra Bjärrenholt - 28 Felicia Robertsson |

### Trænerteam
- Cheftræner: Magnus Oscarsson Söder
- Assistenttræner: Calle Tagesson
- Målvogtertræner: Thomas Forsberg
- Holdleder: Tatti Henryson
- Holdleder: Johan Östlund
- Holdleder: Mats Niklasson

### Transfers
Transfers gældende for sæsonen 2022-23 sæsonen.
| Tilgange | Afgange |  |